# Mike McCoole
Mike McCoole (Condado de Donegal, Irlanda; 12 de marzo de 1837 - Nueva Orleans, Estados Unidos; 17 de octubre de 1886) fue campeón del mundo de boxeo. Él reclamó el título de campeón mundial de los pesos pesados cuando en 1866 Joe Coburn se retiró. Perdió el título en 1873 contra Tom Allen.
| Predecesor: Joe Coburn | Campeón del mundo de los pesos pesados 1866–1876 | Sucesor: Tom Allen |

- Datos: Q6847889